# Nazionali oceaniane di calcio
Le Nazionali di calcio dell'Oceania sono le Nazionali di calcio membri dell'OFC.
Geograficamente sono tutte le Nazionali dei paesi situati in Oceania tranne l'Australia, passata dall'OFC all'AFC il 1º gennaio 2006, e Guam, che dalla nascita fa parte della federazione asiatica.

## Nazionali OFC
| N° | Nazione            | Continente | Federazione | Codice | FIFA         | OFC              | Note                 |
| -- | ------------------ | ---------- | ----------- | ------ | ------------ | ---------------- | -------------------- |
| 1  | Figi               | Oceania    | 1938        | FIJ    | 1963         | 15 novembre 1966 |                      |
| 2  | Nuova Zelanda      | Oceania    | 1891        | NZL    | 1948         | 15 novembre 1966 |                      |
| 3  | Papua Nuova Guinea | Oceania    | 1962        | PNG    | 1963         | 15 novembre 1966 |                      |
| 4  | Nuova Caledonia    | Oceania    | 1928        | NCL    | 2004         | 1969             |                      |
| 5  | Samoa              | Oceania    | 1968        | SAM    | 1986         | 1984             |                      |
| 6  | Niue               | Oceania    | 1960        |        | Non iscritta | 1986-2021        | Membro associato OFC |
| 7  | Isole Salomone     | Oceania    | 1978        | SOL    | 1988         | 1988             |                      |
| 8  | Vanuatu            | Oceania    | 1934        | VAN    | 1988         | 1988             |                      |
| 9  | Tahiti             | Oceania    | 1938        | TAH    | 1990         | 1990             |                      |
| 10 | Isole Cook         | Oceania    | 1971        | COK    | 1994         | 1994             |                      |
| 11 | Tonga              | Oceania    | 1965        | TGA    | 1994         | 1994             |                      |
| 12 | Samoa Americane    | Oceania    | 1984        | ASA    | 1998         | 1998             |                      |
| 13 | Micronesia         | Oceania    | 1999        |        | Non iscritta | 2006             | Membro associato OFC |
| 14 | Tuvalu             | Oceania    | 1979        | TUV    | Non iscritta | 2006             |                      |
| 15 | Kiribati           | Oceania    | 1980        |        | Non Iscritta | 2008             | Membro associato OFC |
| 16 | Palau              | Oceania    | 2002        |        | Non iscritta | 2008             | Membro associato OFC |

## Nazionali in altra confederazione
| N° | Nazione   | Continente | Federazione | Codice | FIFA | AFC             | Note                  |
| -- | --------- | ---------- | ----------- | ------ | ---- | --------------- | --------------------- |
| 1  | Australia | Oceania    | 1961        | AUS    | 1963 | 1º gennaio 2006 | OFC: 15 novembre 1966 |

## Selezioni non OFC
1. Chuuk
2. Isola Norfolk
3. Isole Marshall
4. Nauru
5. Pohnpei
6. Tokelau
7. Wallis e Futuna